# Günter Liebig (Politiker, 1921)
Günter Liebig (* 21. November 1921 in Guben; † 5. Februar 1962) war ein deutscher Politiker der DDR-Blockpartei LDPD. Er war Mitglied der Volkskammer der DDR und Vorsitzender des LDPD-Bezirksvorstandes Potsdam.

## Leben
Liebig, Sohn eines Arbeiters, besuchte die Volksschule und absolvierte von 1936 bis 1939 eine kaufmännische Lehre zum Eisenwarenhändler. 1940 wurde er zum Kriegsdienst eingezogen. 
Nach Kriegsende nahm Liebig 1946 an einer Umschulung zum Fräser im Maschinenbau teil. Im selben Jahr wurde er Mitglied der LDPD und des FDGB. Von 1947 bis 1949 war er Mitglied des Orts- und Kreisvorstandes Guben der IG Metall im FDGB. Von 1949 bis 1953 arbeitete Liebig hauptamtlich als Kreissekretär und Mitarbeiter des Präsidiums des Nationalrates der Nationalen Front. 1953/1954 war er Stellvertreter des Vorsitzenden des Rates des Kreises Nauen sowie Mitglied des dortigen Kreistages. Als stellvertretender Bürgermeister der Stadt Falkensee wurde er im Oktober 1954 als Nachfolgekandidat in die Volkskammer gewählt.
Von 1955 bis 1959 arbeitete er als Abteilungsleiter für Wasserwirtschaft beim Rat des Bezirkes Potsdam. 1956 nahm Liebig ein Fernstudium an der Ingenieurschule für Wasserwirtschaft Magdeburg auf, das er als Wasserbauingenieur abschloss. Ab 1959 arbeitete er als Betriebsleiter des Wasserwirtschaftsbetriebes Nauen. Ab 1954 fungierte er als Vorsitzender des LDPD-Bezirksvorstandes Potsdam und war Mitglied des LDPD-Zentralvorstandes. Von 1954 bis 1958 war er zugleich Abgeordneter des Bezirkstages Potsdam. 
Liebig rückte am 2. November 1956 für die verstorbene Abgeordnete Margarethe Dyck als Mitglied der LDPD-Fraktion in die Volkskammer nach und war Mitglied des Rechtsausschusses.
Liebig erlag 1962 seinen schweren Verletzungen, die er bei einem Autounfall erlitten hatte.

## Auszeichnungen
- Ehrennadel der Nationalen Front (1956)
- Ehrennadel der Gesellschaft für Deutsch-Sowjetische Freundschaft in Silber (1957)